# 725 Amanda
725 Amanda este un asteroid din centura principală, descoperit pe 21 octombrie 1911, de Johann Palisa.